# Gloria E. Barboza
Gloria E. Barboza (1958 - ) é uma botânica e taxônoma argentina.
É uma pesquisadora no "Instituto Multidisciplinar de Biologia Vegetal" (CONICET-UNC) e professora na "Faculdade de Ciências Químicas", Universidad Nacional de Córdoba (UNC).
É membro da comissão do New York Botanical Garden.
Em 2006 foi co-editora do trascendental texto Flora medicinal de la provincia de Córdoba (Argentina) : pteridófitas y antófitas silvestres o naturalizadas, com Juan José Cantero e César O. Nuñez. 1ª ed. Córdoba: Museo Botánico Córdoba, xii, 1252 pp.; que vinha preparando desde 1961.
Até junho de 2008 havia 62 registros no IPNI sobre suas identificações e nomeações de novas espécies, publicados  habitualmente em Lorentzia, Bol. Soc. Argent. Bot., Darwiniana, Kurtziana, Syst. Bot., Sida.   

## Algumas publicações
- Bonzani, N.E.; E.M. Filippa; G.E. Barboza.1997.  Particularidades epidérmicas en algunas especies de Verbenaceae. An.Inst.Biol., série Botánica, vol. 68, Nº 2, 1997
- Hunziker, A.T.; G.E. Barboza. 1998. Estudios sobre Solanaceae XLV. Sobre la presencia de Exodeconus en Argentina y una novedad en Capsicum baccatum. Kurtziana 26, p. 23
- Gutiérrez, A., M.J. Nores, G. Panzetta-Dutari, E.A. Moscone & G.E. Barboza. 2004. Estudio taxonómico, citogenético y molecular en especies sudamericanas de Solanum sección Pseudocapsicum (Solanaceae). Rev.Soc.Arg.Gen., Suppl. 16: 79
- Jaime, G.S.; G.E. Barboza; M.A. Vattuone. 2006. Comparative Pharmacobotanic Study of Argentinean Aristolochias.  Molecular Medicinal Chemistry. Vol 10  mayo-agosto 2006 pp. 1–49.   ISSN 1666-888X
- Gutiérrez, A.; G.E. Barboza & L. Mentz. 2006. Solanum delicatulum (Solanaceae): new record from Argentina and Paraguay and its synonymy. Darwiniana 44(2): 508-513
- Jaime, G.S.; G.E. Barboza; M.A. Vattuone. 2006. Comparative Pharmacobotanic Study of Argentinean Aristolochias. Molecular Med.Chem. Vol. 10, mayo-ago 2006. ISSN 1666-888X